# 王浩 (1963年)
王浩（1963年10月—），山东单县人，中国共产党、中华人民共和国政治人物。毕业于菏泽师范专科学校，修有中共山东省委党校在职本科学历。1982年7月参加工作，1984年1月加入中国共产党。曾任中共山东、河北、陕西省委常委，中共淄博、烟台、唐山、西安市委书记及中共浙江省委副书记、浙江省人民政府省长等职务。现任中共浙江省委书记、浙江省人大常委会主任，是中共第二十届中央委员。

## 经历

### 山东省
1980年10月至1982年7月，在山东省菏泽市菏泽师范专科学校（今菏泽学院）政治系政治专业学习。1990年12月至1993年1月，担任菏泽地区单县单城镇党委书记。1993年1月至1997年5月，担任菏泽地区曹县县委常委、宣传部部长。1997年5月至1997年12月，菏泽地区体委主任（1995年9月至1997年12月，在山东省委党校业余本科班经济管理专业学习）。1997年12月至2000年12月，担任菏泽市（县级）委副书记、市长。2000年12月至2003年4月，任中共菏泽市牡丹区委书记。2003年4月至2004年5月，担任菏泽市委常委、牡丹区委书记；2004年5月至2008年1月，任中共菏泽市委常委、秘书长。2008年1月至2008年11月，任中共菏泽市委常委、副市长。
2008年11月至2012年9月，任中共滨州市委副书记。
2012年9月至2014年1月，任中共山东省委副秘书长、省信访局局长。2014年1月至2014年3月，任山东省民政厅党组书记。2014年3月至2015年2月，任山东省民政厅厅长、党组书记。
2015年2月至2017年4月，任山东省淄博市委书记，市人大常委会主任。2017年4月至2017年6月，任山东省烟台市委书记。2017年6月，升任中共山东省委常委、烟台市委书记。

### 河北省
2017年12月，任中共河北省委常委、唐山市委书记。

### 陕西省
2019年9月，任中共陕西省委常委、西安市委书记。

### 浙江省
2021年9月，任中共浙江省委副书记、浙江省人民政府代省长。
2022年1月，正式当选为浙江省人民政府省长。。
2024年10月，任中共浙江省委书记。
2024年12月，辞去浙江省人民政府省长职务。
2025年1月，当选为浙江省人大常委会主任。